# Bygningsingeniør
En bygningsingeniør er en person med en højere uddannelse, som gør vedkommende i stand til at løse opgaver indenfor byggeriet, omfattende beregninger af bærende konstruktioner, VVS-installationer, organisering af byggepladsen med mere.
Uddannelsen omfatter også byplanområdet med beregninger på eksempelvis trafiksystemer, bebyggelsesplaner, etc.

## Uddannelse
For at blive bygningsingeniør er kravene at man blandt andet behersker fagene matematik og fysik på højt niveau samt en afgangseksamen fra en ingeniørhøjskole som diplomingeniør, Bachelor of Science (BSc) eller et teknisk universitet, som diplomingeniør eller civilingeniør, Master of Science (MSc).
Studietiderne er fra tre et halvt til fem år før afgangseksamen.